# Vangelo di Mattia
Il Vangelo di Mattia o Tradizioni di Mattia è un vangelo gnostico, scritto in lingua greca verso la metà del II secolo. L'attribuzione pseudoepigrafa è a Mattia, apostolo sostituto di Giuda Iscariota. Usato dal predicatore Basilide (II secolo) e andato poi perduto, ne sono pervenute solo testimonianze indirette tramite alcuni Padri della Chiesa, in particolare Clemente di Alessandria.
Conteneva una rivelazione segreta di Gesù risorto a Mattia.